# Европейский маршрут E80
Европейский маршрут E80 является трансъевропейской автомагистралью класса А, соединяющий город Лиссабон, Португалия с городом Гюрбулак, Турция, на границе с Ираном. Маршрут проходит через 11 стран и имеет длину 6 102 км.

## Страны и города, через которые проходит автомагистраль
- Португалия: Лиссабон — Сантарен — Лейрия — Коимбра — Авейру — Визеу — Гуарда — Вилар-Формозу —

- Испания: Саламанка — Бургос — Сан-Себастьян — Ирун -

- Франция: Андай — По — Тулуза — Нарбонна — Монпелье — Арль — Экс-ан-Прованс — Канны — Ницца —

- Монако: Монте-Карло —

- Италия: Вентимилья — Савона — Генуя — Специя — Пиза — Гроссето — Рим — Пескара (Паром в Хорватию) —

- Хорватия: Дубровник — Цавтат —

- Черногория: Подгорица — Биело-Поле — Рожае —

- Косово: Печ — Приштина —

- Сербия: Ниш — Димитровград —

- Болгария: Драгоман — София — Пловдив — Свиленград —

- Турция: Капикуле — Эдирне — Стамбул — Измит — Гереде — Мерзифон — Эрзурум — Гюрбулак (на турецко-иранской границе) —

- Иран: Базарган (на турецко-иранской границе)

## Координаты
- На западе — Лиссабон 38°47′24″ с. ш. 9°06′49″ з. д.HGЯO
- На востоке — Гюрбулак 39°24′37″ с. ш. 44°22′41″ в. д.HGЯO

## Фотографии

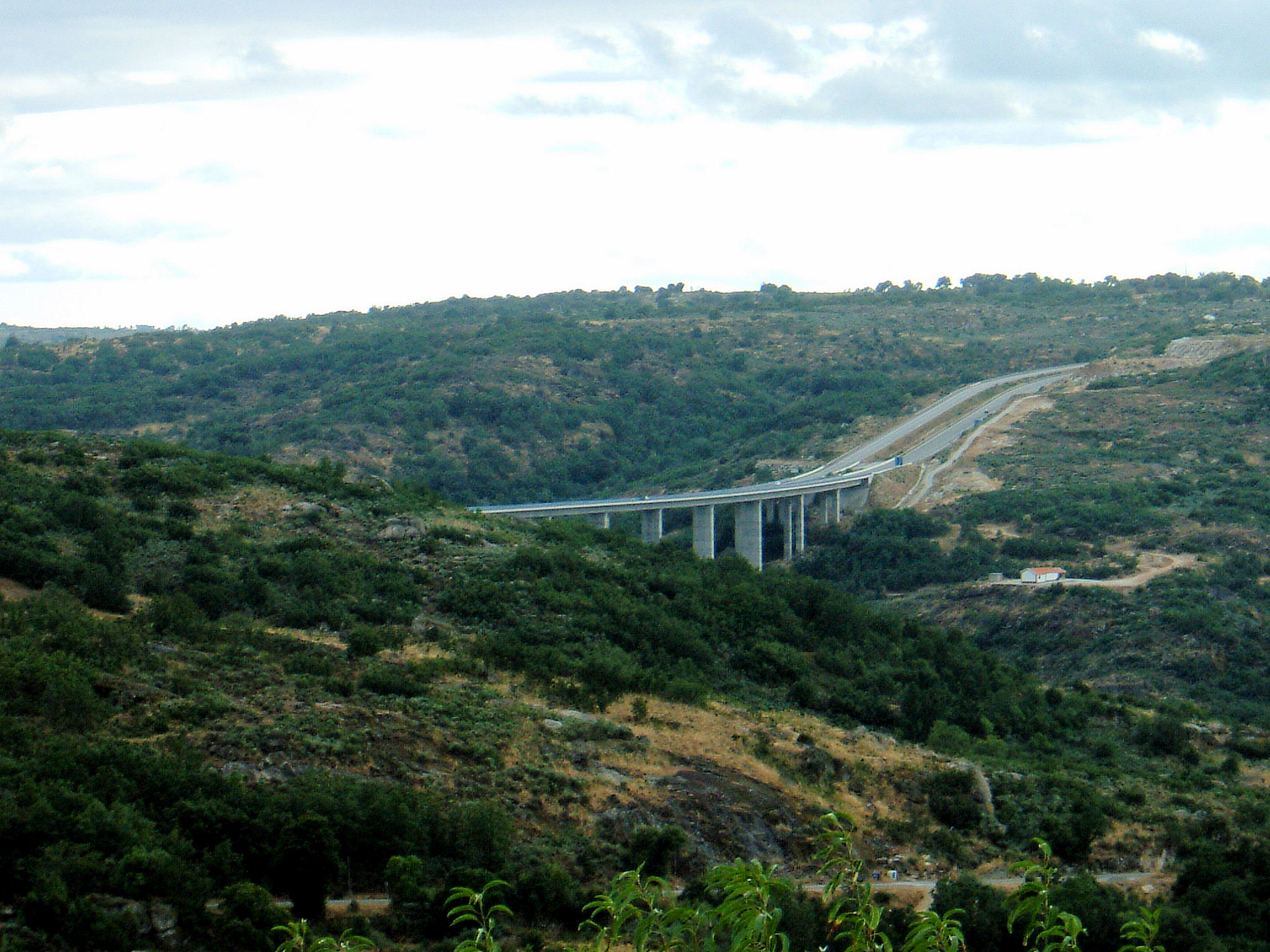
Участок трассы Е80 между городами Авейру и Вилар-Формозу
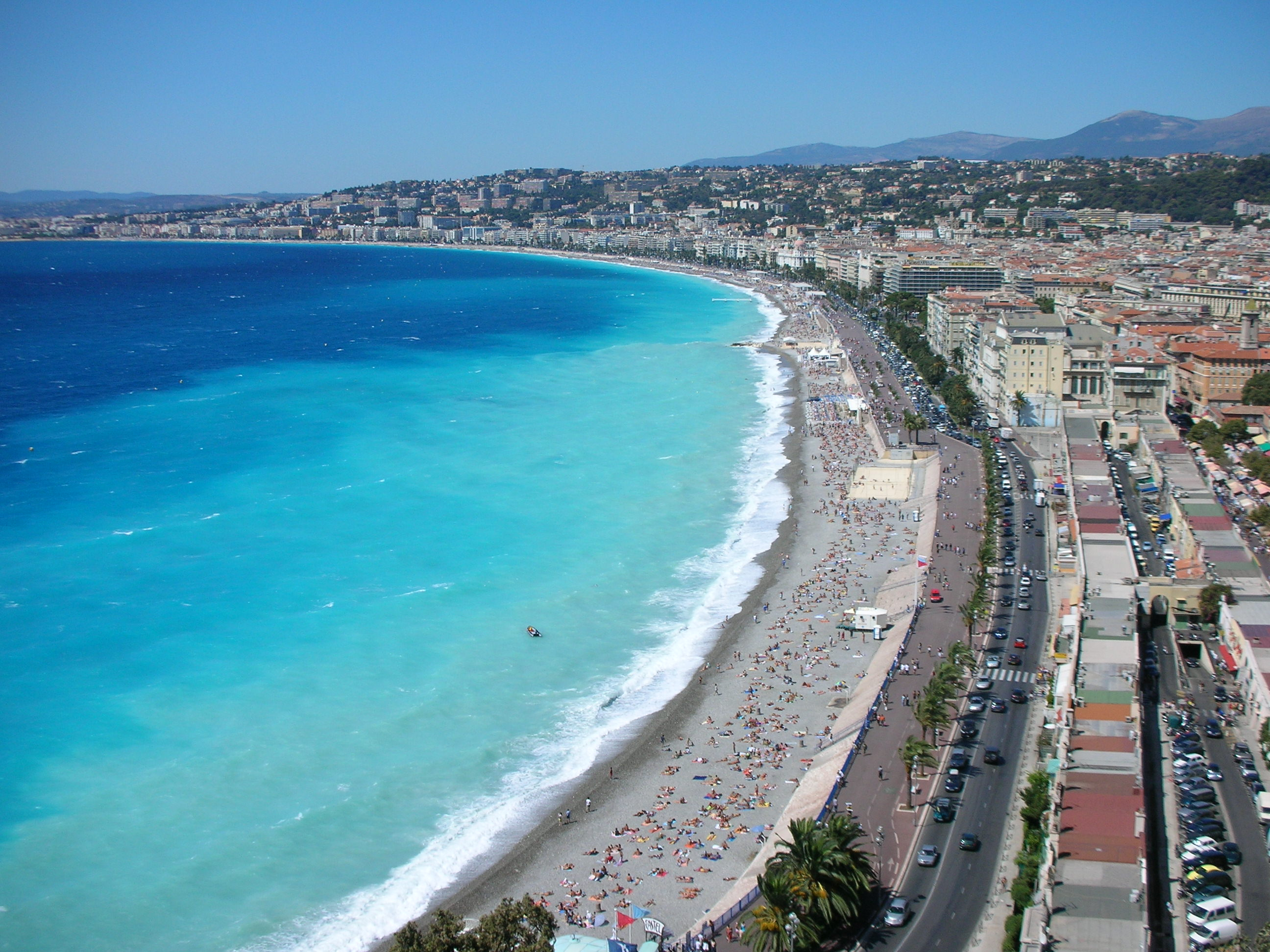
На пляже в Ницце, Франция
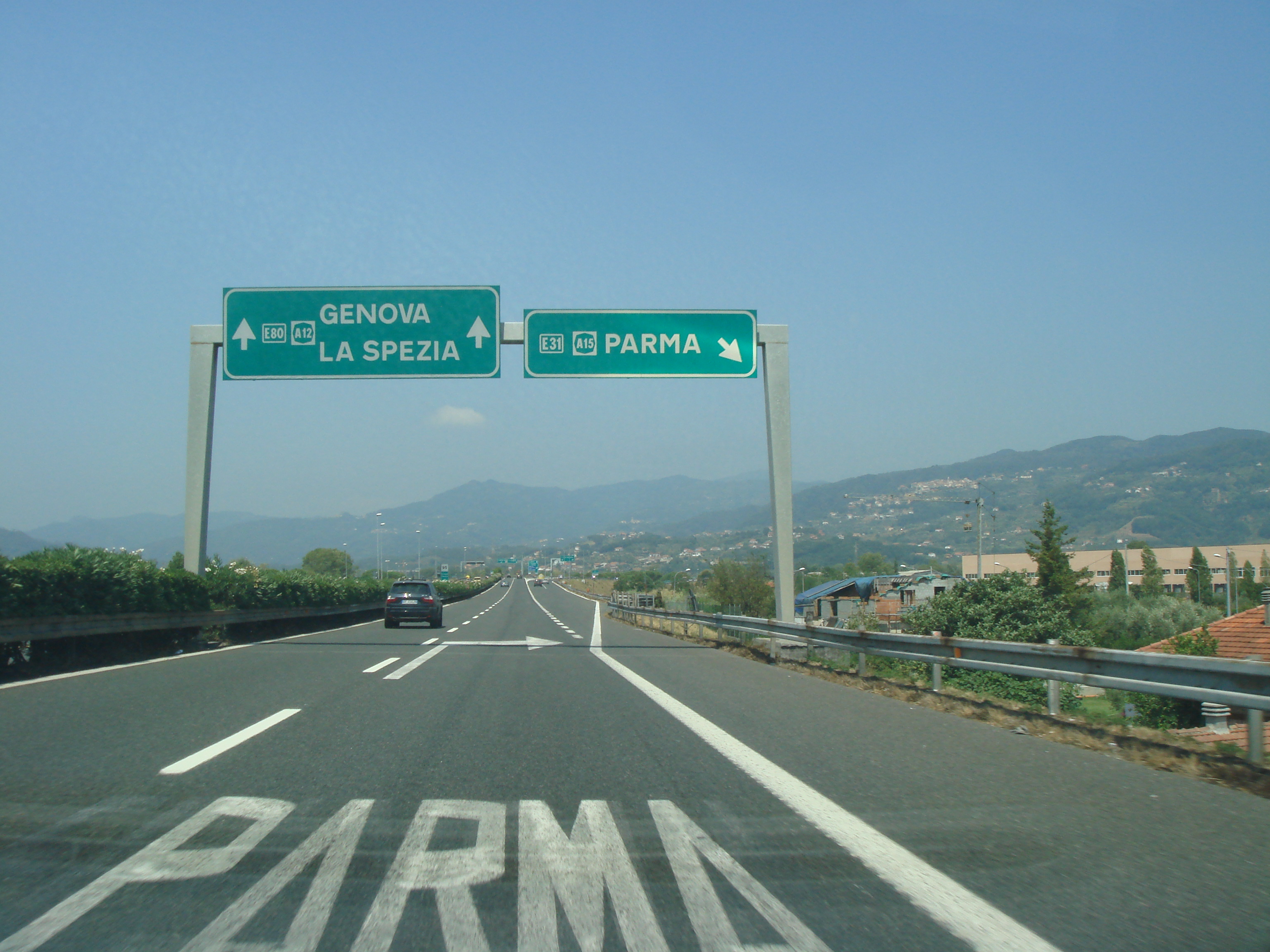
Италия
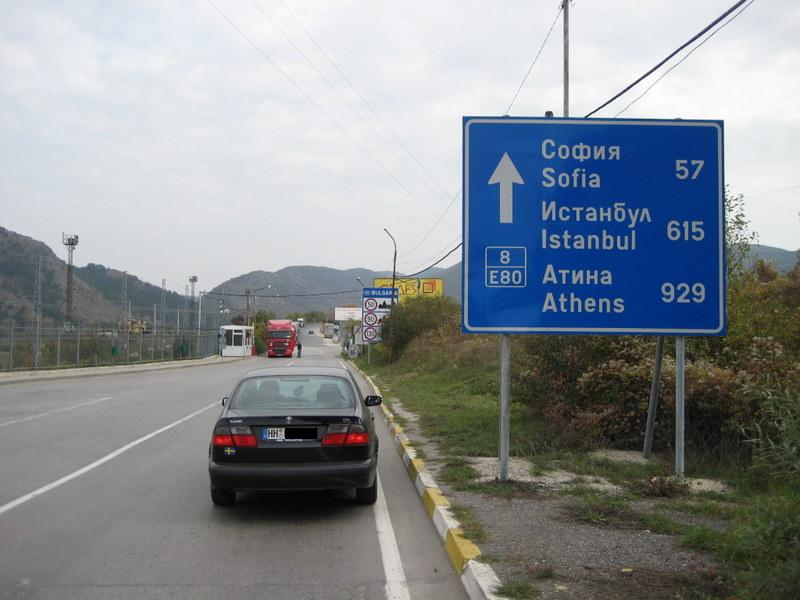
Около города Драгоман, Болгария, на границе с Сербией
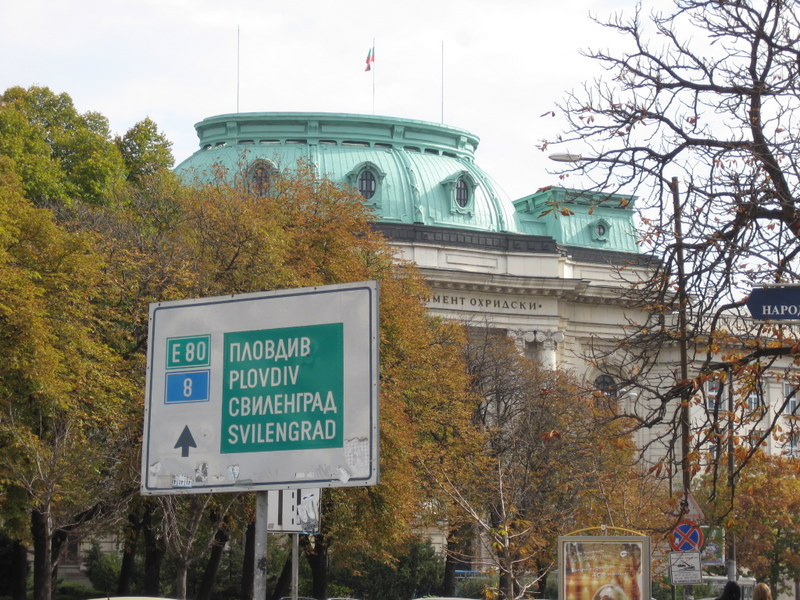
Знак на въезде в Софию, Болгария